# Sabrina Klüber

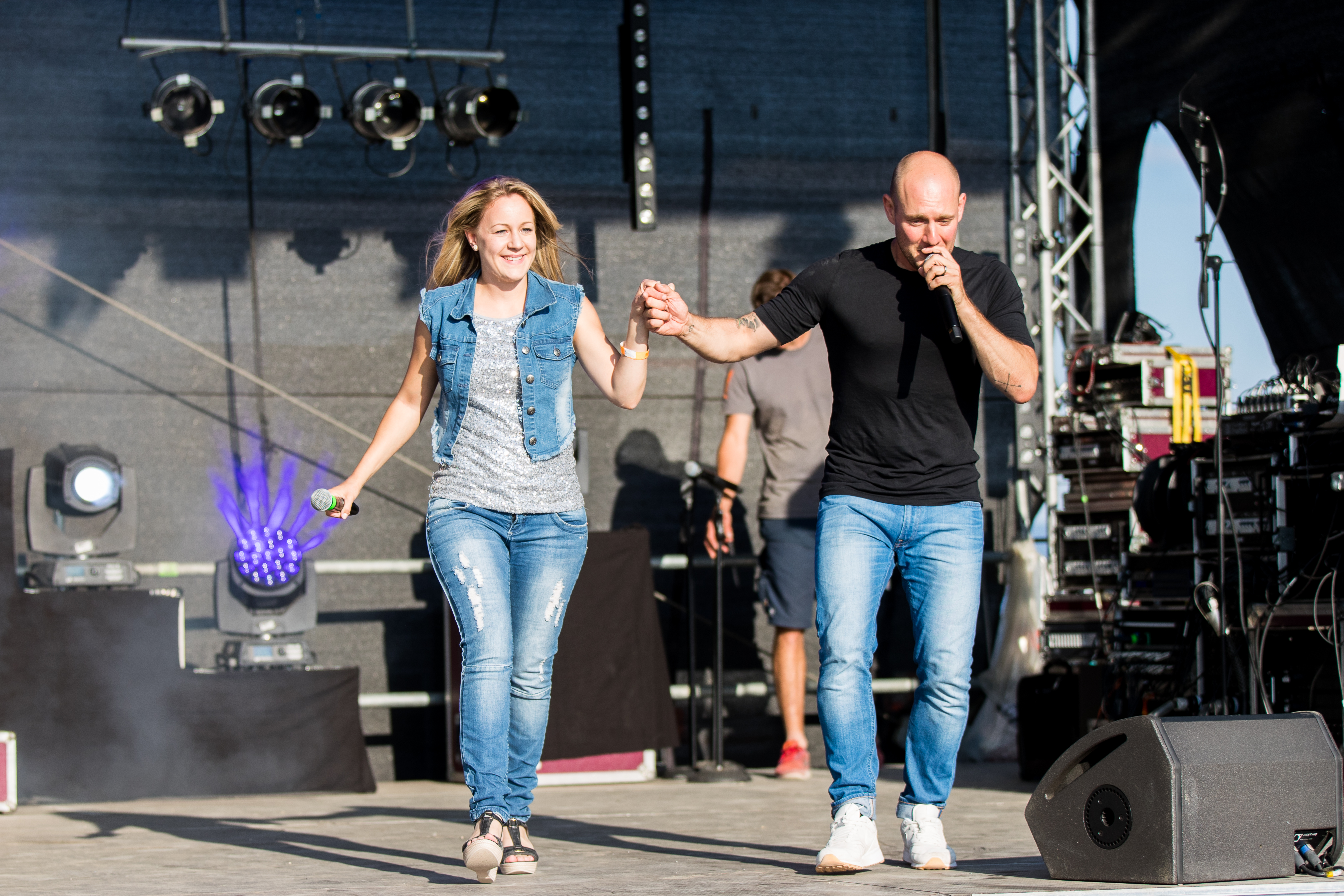
Sabrina Klüber (2016)

Sabrina Klüber (* 28. Mai 1988 in Frankfurt am Main), Künstlername Sabrina Westwind, ist eine deutsche Sängerin, Schauspielerin und Musicaldarstellerin.

## Leben
Sabrina Klüber wuchs in Oberursel im Taunus auf, wo sie heute noch lebt. Sie besuchte das Gymnasium Oberursel, tanzte von klein auf Ballett und Rock ’n’ Roll, nahm während der Schulzeit Gesangs- und Schauspielunterricht und wirkte in Musicalproduktionen für Jugendliche mit.
Nach der Schulzeit besuchte sie von 2006 bis 2010 die Academy of Stage Arts in Oberursel. Nach Beendigung ihrer Ausbildung übernahm sie Rollen beim Theater. Ihr erstes großes Engagement erhielt sie 2009 als Solistin bei dem konzertanten Musical Zaad van Satan im Konzerthaus Freiburg. Sie war an verschiedenen Musicalproduktionen wie Non(n)sense und Theaterproduktionen beteiligt wie Suche impotenten Mann für’s Leben oder Tussipark. ZUdem ist sie Sprecherin für Hörspiele, Imagewerbung und für Computerspiele.
Erste Rollen als Schauspielerin hatte sie 2015 in dem Kinofilm 3 Türken und ein Baby und in der KIKA-Serie Tabaluga Adventskalender (ZDF). Außerdem hatte sie Auftritte in Fernsehshows und bei Festivals.
Im jahr 2014 veröffentlichte sie erstmals eigene Musik mit ihrer EP Denn diese Momente. Seit 2019 schreibt sie die Texte zu ihren Songs selbst und veröffentlichte 2019 unter dem Künstlernamen Lorraine ihr Debütalbum Zufluchtsort.
Sie singt und spielt in einer eigenen ABBA-Show The Dancing Queens and Band und in verschiedenen Musical- und Operettengalas. Seit 2020 ist sie Frontsängerin der Oktoberfestband „Die Lausbuba“.
Seit 2021 erschienen weitere Singles von ihr unter Lorraine sowie das Featuring Hänschenklein mit dem Dj Balineiro, das beim Musiklabel Universal music veröffentlicht wurde. Der Song Voll daneben sowie der Comedyschlager Versöhnungssex folgten. Im Musikvideo von Versöhnungssex wirkte der Landwirt Schäfer Heinrich mit.
2022 und 2023 brachte sie gemeinsame Duette mit ihrer Zwillingsschwester Karina Klüber heraus, in dem sie erstmals wieder unter ihrem bürgerlichen Namen Sabrina Klüber auftrat. 2024 stand sie gemeinsam mit ihrer Zwillingsschwester Karina beim großen Schlagermarathon neben Stars wie Vanessa Mai, Thomas Anders und Ross Anthony auf der Bühne.
Seit 2023 ist Lorraine mit ihrer eigenen Dinner-Schlager-Show 100 Jahre Schlager in ganz Deutschland unterwegs.
Im Jahr 2025 erschien ihre Single Immer immer noch. Ihre neuen Veröffentlichungen greifen Elemente der Countrymusik auf. Ihre Single Helden des Lebens erschien 2025 unter ihrem neuen Künstlernamen Sabrina Westwind. Produziert wurde der Song von dem deutschen Country-Sänger Joscha Wittschell.

## Diskografie

### Alben
- 2015: Denn diese Momente (als Sabrina Klüber)
- 2019: Zufluchtsort (als Lorraine)

### Singles
- 2014: Herz über Kopf (als Sabrina Klüber)
- 2014: Du und ich (als Sabrina Klüber)
- 2014: Tausend Tränen (als Sabrina Klüber)
- 2015: Schwerelos (als Sabrina Klüber)
- 2018: Satellit (als Lorraine)
- 2019: Dieser Moment (als Lorraine)
- 2019: Hier und jetzt (als Lorraine)
- 2021: Mach den Weg frei (als Lorraine)
- 2021: Sag mir wann (als Lorraine)
- 2022: Hänschen Klein (Dj Balineiro feat. Lorraine)
- 2022: Voll daneben (als Lorraine)
- 2022: Versöhnungssex (Lorraine und Christian Bieschke)
- 2022 Unerklärbar ähnlich (Karina Klüber und Sabrina Klüber)
- 2023 Eine Nacht in Las Vegas (Karina Klüber und Sabrina Klüber)
- 2025 Immer immer noch (als Lorraine)
- 2025 Helden des Lebens (Sabrina Westwind)

## Filmographie
- 2015: 3 Türken und 1 Baby[4]
- 2015:  Tabaluga Adventskalender[5](ZDF)